# Етнографічний музей «Сардарапат»
Етнографічний музей «Сардарапат» — головний етнографічний музей Вірменії. Музей є частиною меморіального комплексу «Сардарапат», побудованого в 1968 році на місці битви, що сталася 22 травня 1918 р. між вірменами і турками під час Першої світової війни. Комплекс розташовується за 10 км від міста Армавір. Основні елементи комплексу, включаючи фасад музею оброблені червоним туфом.
Фонди музею містять у собі предмети матеріальної культури Вірменії різних періодів, починаючи від предметів бронзової доби і закінчуючи народними костюмами і килимами XX століття.